# Vladímir Ulànov
Vladímir Ulànov   (Moscou, 10 de febrer de 1951 - 10 de setembre de 1999) fou un jugador de voleibol rus que va competir sota bandera de la Unió Soviètica durant les dècades de 1970 i 1980.
El 1976 va prendre part en els Jocs Olímpics d'Estiu de Mont-real, on guanyà la medalla de plata en la competició de voleibol.
En el seu palmarès també destaca una medalla de plata al Campionat del Món de voleibol de 1974; una medalla d'or a la Copa del Món de voleibol de 1977; i una medalla d'or al Campionat d'Europa de voleibol de 1975.
A nivell de clubs jugà a l'equip de l'Escola Tècnica Superior de Moscou (fins a 1977) i al CSKA de Moscou (1977-1981), amb qui guanyà la lliga soviètica de 1978 a 1981. També guanyà dues edicions de la Copa de l'URSS, el 1972 i 1980.